# Jorge Carrascosa
Jorge Carrascosa (* 15. August 1948 in Valentín Alsina, Buenos Aires) ist ein ehemaliger argentinischer Fußballspieler. Auf Vereinsebene mit Rosario Central und CA Huracán durchaus erfolgreich, nahm er mit der Nationalmannschaft seines Heimatlandes auch an der Fußball-Weltmeisterschaft 1974 in Deutschland teil.

## Karriere

### Vereinskarriere
Jorge Carrascosa, geboren 1948 in dem kleinen Städtchen Valentín Alsina in der Provinz Buenos Aires, begann mit dem Fußballspielen beim CA Banfield, nicht weit von seinem Geburtsort beheimatet. Mit Banfield spielte er drei Jahre lang in der ersten und zweiten argentinischen Fußballliga, ehe er 1969 ein Angebot von Rosario Central erhielt.
Es folgte zur Saison 1970 der Wechsel zu Rosario Central. Ein Jahr später, 1971, gelang der Mannschaft von Trainer Ángel Labruna, einst Teil der berühmten Maquina von River Plate, der Gewinn der argentinischen Fußballmeisterschaft, nachdem man im Torneo Nacional im Endspiel mit 2:1 gegen CA San Lorenzo de Almagro siegreich war. Diese Meisterschaft war die erste überhaupt in der Vereinsgeschichte von Rosario Central und war zugleich Beginn einer zwanzig Jahre dauernden erfolgreichen Periode des zuvor näher am Abstiegskampf denn am Meisterschaftsrennen positionierten Vereins. Jorge Carrascosa blieb noch bis 1972 bei Rosario Central und machte insgesamt 88 Ligaspiele für den Klub, in denen ihm drei Treffer gelangen.
Zur Saison 1973 wechselte Carrascosa den Verein und schloss sich CA Huracán aus Buenos Aires an. Bei Huracán, einem beständig erstklassig spielenden, aber auch relativ erfolglosen Traditionsverein, war Carrascosa Teil der berühmten Mannschaft des Klubs, die unter der Ägide César Luis Menottis den bis heute einzigen Meistertitel holte. Das Team um Spieler wie etwa Carlos Babington, Miguel Brindisi oder René Houseman belegte im Torneo Metropolitano 1973 den ersten Rang, punktgleich mit den Boca Juniors, aber mit dem gewonnenen direkten Vergleich und sicherte sich die bis heute einzige Meisterschaft des gegenwärtigen Zweitligisten. Neben ihren Erfolgen wurde jene Mannschaft von Huracán vor allem durch ihren offensiven Spielstil bekannt, der dem damaligen argentinischen Fußball, der sich sehr an den Defensivstrategien, mit denen Estudiantes de La Plata und Independiente Avellaneda mehrfach die Copa Libertadores gewannen, orientierte, entgegenstrebte und Huracáns Mannschaft der 70er-Jahre überaus populär machte. Nach dem Titelgewinn verabschiedete sich jedoch Trainer Menotti aus dem Estadio Tomás Adolfo Ducó und wurde ein Jahr später argentinischer Nationaltrainer. Nach dem Ende der Ära Menotti ging es für CA Huracán erfolgsmäßig wieder bergab. Es gelang nicht, an die alten Erfolge anzuknüpfen. Jorge Carrascosa blieb noch bis 1979 bei Huracán aktiv und beendete seine fußballerische Laufbahn in genanntem Jahr im Trikot des bonarenser Klubs. Zwischen 1973 und 1979 brachte es der Abwehrspieler auf insgesamt 287 Ligaspiele für Huracán, ein Torerfolg blieb ihm allerdings verwehrt.

### Nationalmannschaft
Zwischen 1970 und 1977 brachte es Jorge Carrascosa auf insgesamt dreißig Länderspiele in der argentinischen Fußballnationalmannschaft. Dabei gelang ihm ein Tor. Von Nationalcoach Vladislao Cap wurde er ins Aufgebot der Südamerikaner für die Fußball-Weltmeisterschaft 1974 in Deutschland berufen. Nachdem Carrascosa in den Vorrundenspielen nicht einmal eingesetzt wurde und auch das erste Spiel der zweiten Gruppenphase auf der Ersatzbank verbrachte, erzielte er seinen ersten Turniereinsatz im zweiten Spiel der zweiten Gruppenphase, als er in der 46. Spielminute des Spiels gegen Brasilien für Francisco Sá kam, die 1:2-Niederlage, verbunden mit dem nun feststehenden Ausscheiden Argentiniens, nicht verhindern konnte. Von Beginn an spielte Carrascosa die abschließende, bedeutungslose Partie gegen die DDR, die mit einem 1:1-Remis endete.
Nach der Weltmeisterschaft 1974 spielte Jorge Carrascosa noch drei Jahre im Nationaltrikot, sein letztes Länderspiel absolvierte er 1977. Für die Fußball-Weltmeisterschaft 1978 im eigenen Land wurde er nicht berücksichtigt, da er sich kritisch gegenüber der Militärjunta zeigte, die Argentinien von 1976 bis 1983 beherrschte und der mindestens rund 50.000 Menschen zum Opfer fielen.

## Erfolge
- Argentinische Meisterschaft: 2×

Nacional 1971 mit Rosario Central
Metropolitano 1973 mit CA Huracán